# 安養寺 (富士宮市)
安養寺（あんようじ）は、静岡県富士宮市杉田にある曹洞宗の仏教寺院。

## 歴史

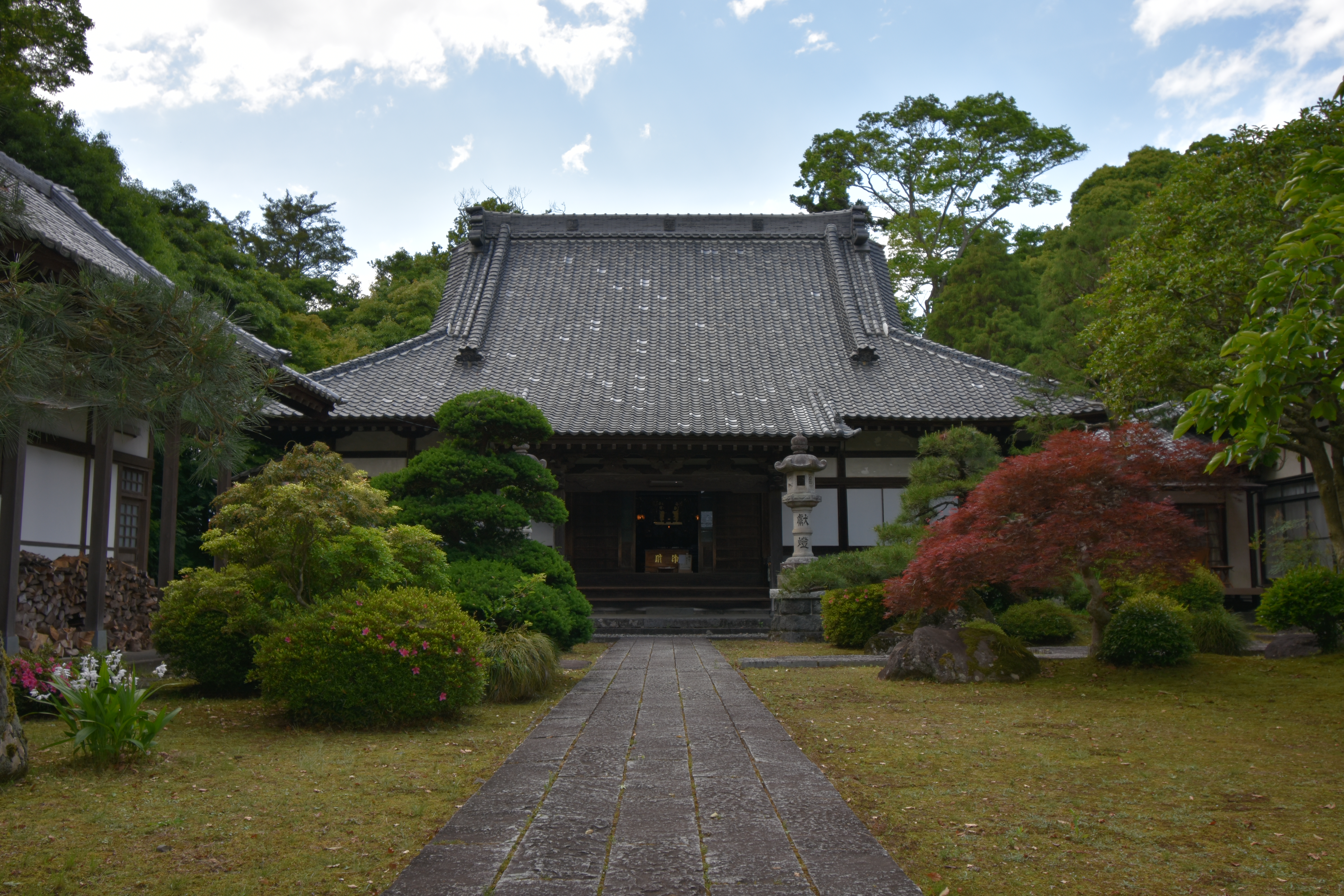
本堂

安養寺に伝わる明細帳によると、創立は延暦三壬戌年（782年-784年）とある。その後14世紀に雲中慶公僧が再開基したといい、また16世紀には秀睦苗公僧が入り臨済宗へと改宗したという。その後まもなくして雲峰智長和尚が入り曹洞宗へと改宗したという。
中世は今川氏や豊臣氏による庇護を得ており、同氏による発給文書が確認される。
明治時代には末寺を7箇寺持ち、現在も曾我寺等を末寺としている。またかぐや姫説話を含む『富士山縁起』が伝来している（富士山とかぐや姫）。

## 伝説・伝承

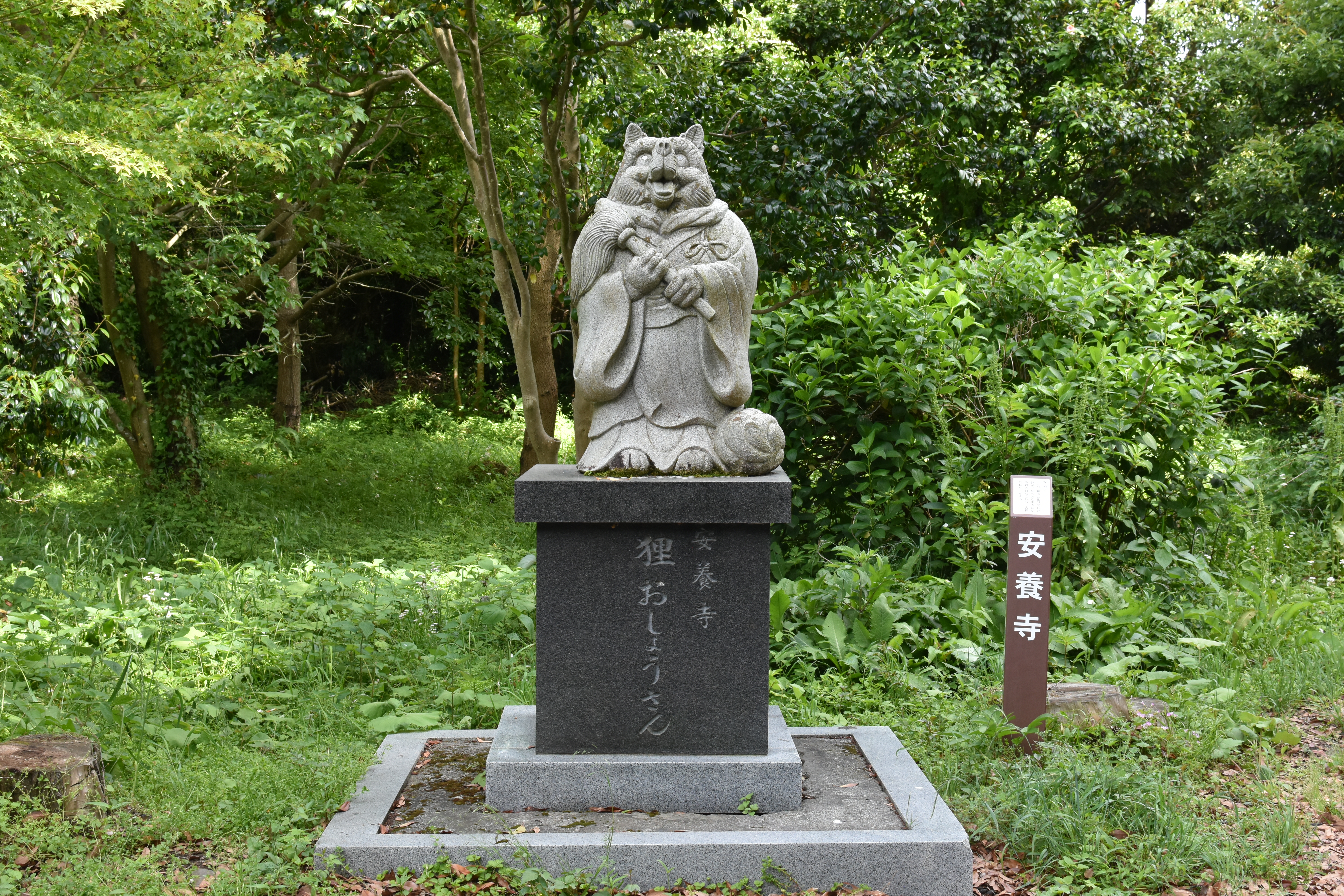
狸和尚の石像

安養寺には民間伝承・伝説の説話が複数伝わっている。
- 狸和尚系

安養寺は狢が持つところであり、また近くには狢の標語や題目が記された「むじな塚」があった。ただ狢（特に狸とされる）にとって犬は恐れの対象であった。お経や葬式のような重要な用事がある際は必ず塚に登り、犬が居ないことを確認できた場合のみ安養寺に戻り支度をした。一方犬が居た場合は動かなかったというものである。いくつかの系統があるとされる。
- 猫檀家系

猫檀家に関わる伝承もある。内容は時の和尚が猫を可愛がっていたが、あるとき行方が分からなくなってしまった。十年が過ぎた頃、十歳ばかりの小僧が寺を訪れた。その小僧は和尚に対し礼を述べたが和尚は覚えがなかったので問うと、小僧は「昔可愛がってもらった猫である」という旨を述べた。また小僧は、和尚の名を上げるために和尚の前で奇跡的な事象を起こすと宣言した後に消えていった。その三日後に実際にそれが起こったというものである。

## 所蔵・伝来物
- 富士山大縁起

かぐや姫説話を含む富士山縁起の一種である。曹洞宗としての開基である雲峰智長和尚から数えて四代目が書写したとあり、寛永16年（1639年）のことである。
富士山南麓の各寺社にはかぐや姫説話を含む富士山縁起が伝わり、富士宮市や富士市はその舞台の地である。安養寺本『富士山大縁起』はかぐや姫を「赫夜姫」と記している。
- 土偶

富士宮市指定文化財（1982年）。幕末に安養寺の裏側で用水工事を行った際に出土したものと伝わり、杉田中村遺跡のものであるとされる。縄文時代の特徴を有している。